# 9-та пластунська стрілецька дивізія

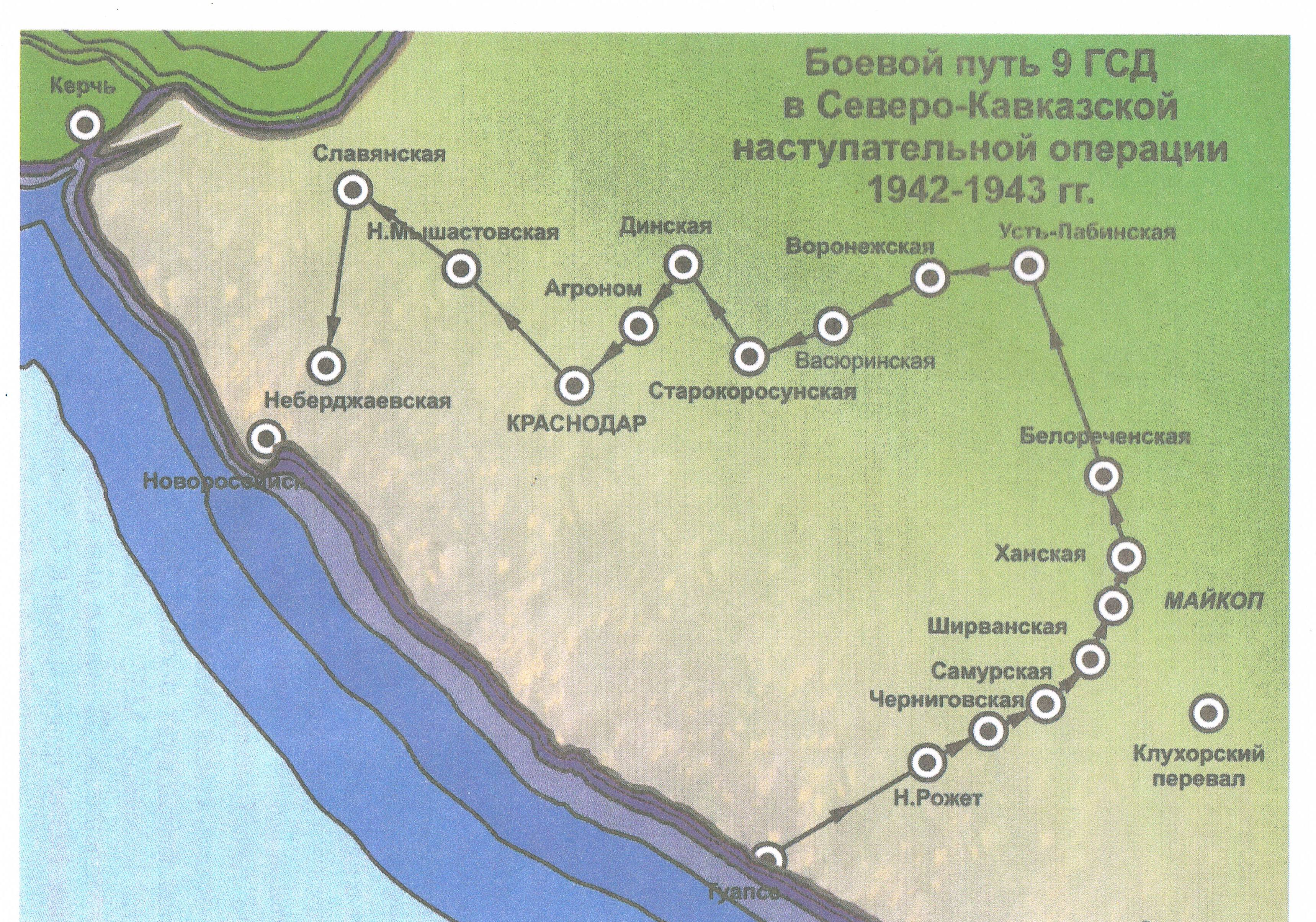
Бойовий шлях 9 ГСД в Північно-Кавказької наступальної операції.1942-1943

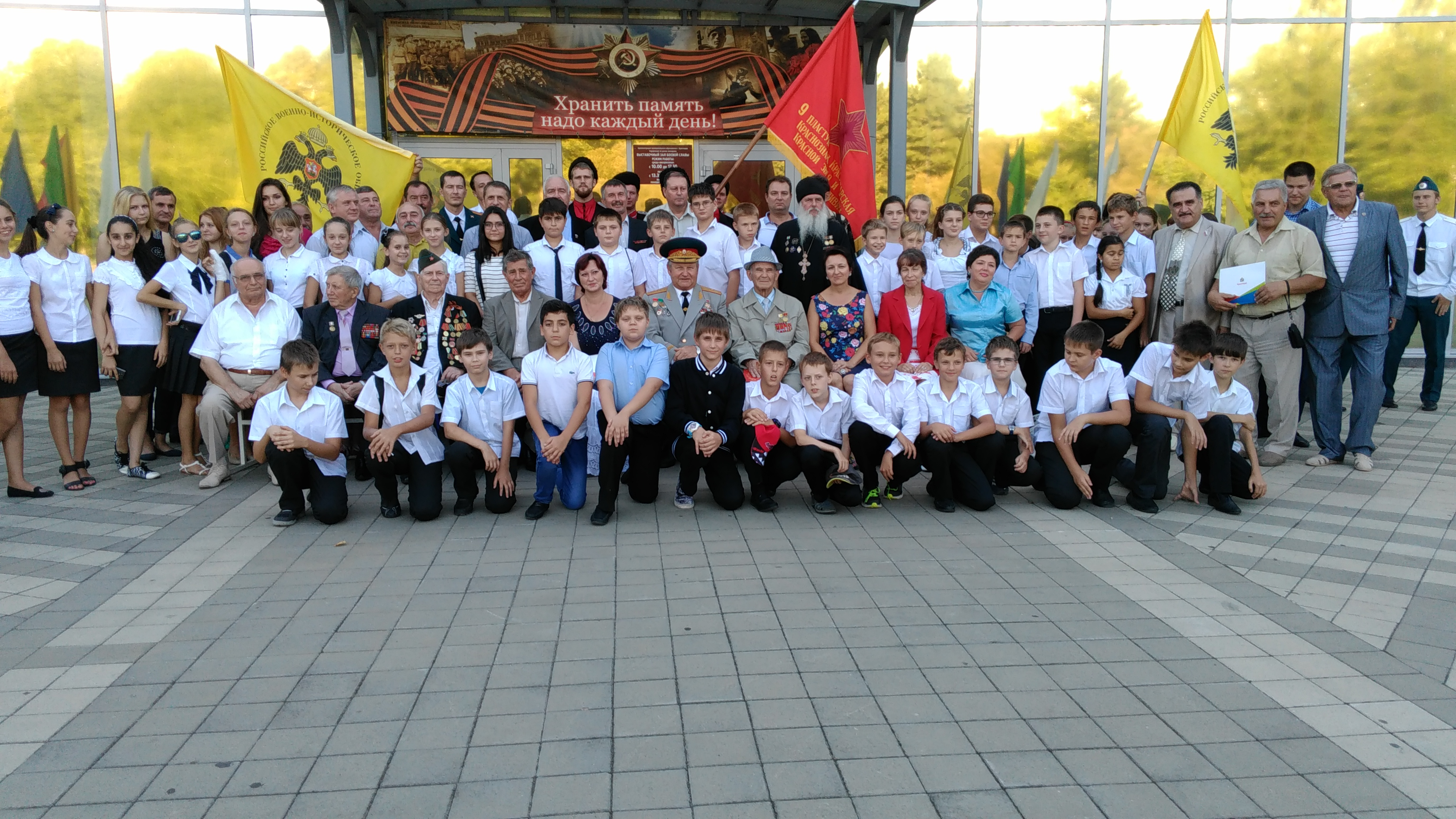
Біля бойового прапора 9-ї пластунської дивізії. 70-річчя повернення дивізії в Краснодар 17.9.15.

9-та пластунська стрілецька Краснодарська Червонопрапорна, орденів Кутузова та Червоної Зірки, добровольча дивізія імені Верховної Ради Грузинської РСР — єдине пластунське військове з'єднання СРСР у Німецько-радянській війні. Особовий склад укомплектований в основному кубанськими козаками та обмундирований в козацький однострій.

## Історія
Назви: з липня 1918 року 1-ша Курська радянська піхотна дивізія; з вересня 1918 року 9-та піхотна дивізія (РСЧА) (1918 року); з жовтня 1918 року 9-та стрілецька дивізія (РСЧА) (1918 року); з 16.10.1921 року 1-ша Кавказька стрілецька бригада і 2-га Кавказька стрілецька бригада; з 22.07.1922 року 1-ша Кавказька стрілецька дивізія; з 1931 року 1-ша гірсько-піхотна дивізія; з 1936 року 9-та гірськострілецька дивізія; з вересня 1943 року 9-та пластунська стрілецька дивізія; з червня 1946 року 9-та окрема кадрова пластунська стрілецька бригада; 9.6.1949 року 9-та гірськострілецька дивізія (СРСР).

### Формування
9-та пластунська стрілецька Краснодарська, Червонопрапорна, орденів Кутузова та Червоної Зірки добровольча дивізія імені Верховної Ради РСР Грузії сформована 20 липня 1918 року, як 1-ша Курська радянська піхотна дивізія з червоногвардійських і партизанських загонів Курської, Льговської і Бєлгородської губерній. У жовтні 1918 року отримала найменування 9-та стрілецька дивізія. 16 жовтня 1921 дивізія переформовувалися в 1-шу та 2-гу Кавказькі бригади з дислокацією в Тбілісі і Батумі. А через 7 місяців, 22 липня 1922 року, з цих двох бригад формується 1-ша Кавказька стрілецька дивізія. У 1931 році дивізія переформовувалися в гірськострілецьку дивізію. 21.05.1936 року перейменована в 9-ту Кавказьку гірськострілецьку дивізію.

### 9-та пластунська стрілецька дивізія

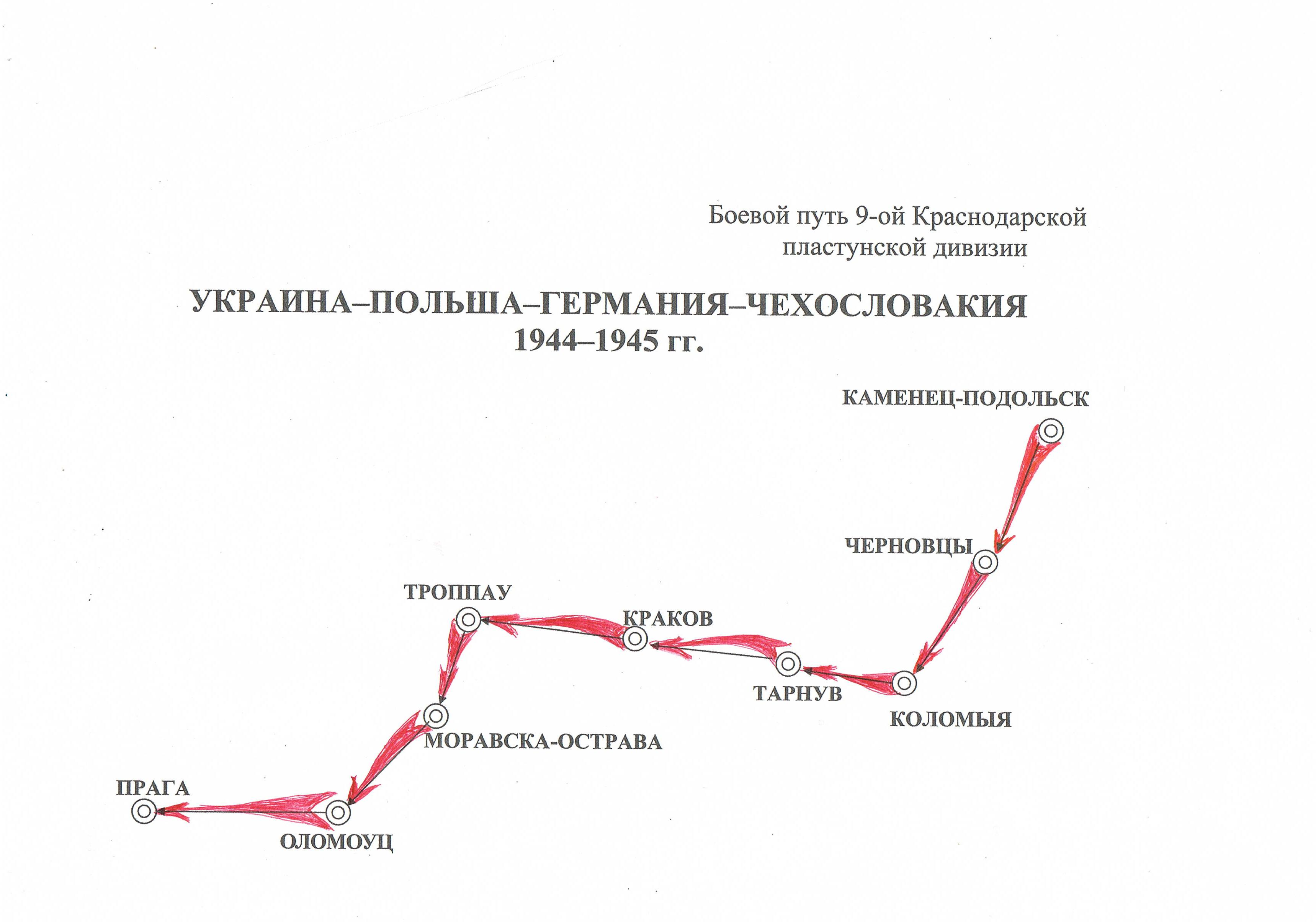
Бойовий шлях 9-ї Краснодарської, Червонопрапорної, орденів Кутузова та Червоної Зірки добровольчої пластунської стрілецької дивізії імені Верховної Ради РСР Грузії. 1944-1945 рр. (Схема)

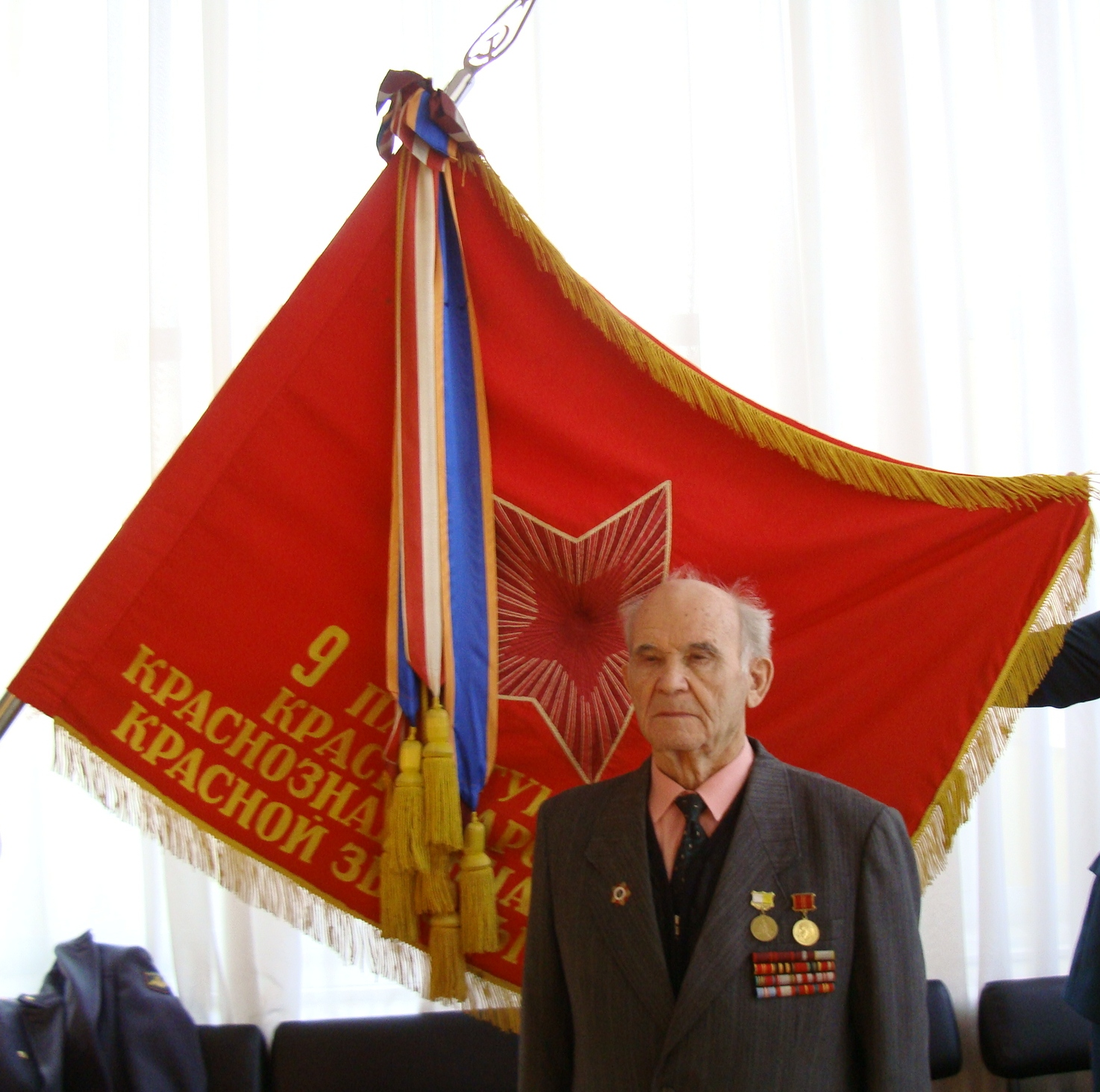
Біля Бойового Прапора 9-й пластунської дивізії пластун-артилерист Михайло Богомолов

На початку вересня 1943 дивізія була виведена в резерв Ставки ВГК і переформована в 9-ту пластунську стрілецьку Краснодарську Червонопрапорну ордена Червоної Зірки дивізію імені ЦВК РСР Грузії, в основному зі складу кубанських козаків. Полки дивізії ділилися на пластунські батальйони і сотні.
У складі Окремої Приморської армії брала участь в січні - лютому 1944 року в обороні Таманського півострова. На початку березня 1944 року було включено до складу 69-ї армії 4-го Українського фронту, в кінці квітня в складі 18-ї армії, а з 20-го серпня 1-го Українського фронту. Брала участь в Львівсько-Сандомирській, Вісло-Одерській, Верхньо-Сілезькій, Моравсько-Остравській і Празькій операціях, звільнення міст Краків, Ратибор, Леобщютц (Глубчице), Троппау (Опава), Моравська-Острава ( Острава). За зразкове виконання завдань командування і проявлені при цьому доблесть і мужність 26 квітня 1945 року дивізія нагороджена Орденом Кутузова 2-го ступеня. Війну закінчила під Прагою.
За ратні подвиги в роки війни понад 14 тисяч вояків дивізії були нагороджені орденами і медалями.

### Підпорядкування
- Північно-Кавказький фронт, на 01.10.1943 року
- Окрема Приморська армія - з 21.10.1943 року. Наказ Ставки ВГК від 17.10.1943.
- 69-а армія -з 09.03.1944 року
- 18-а армія (95-й ск) - 29.04.1944
- 5-а гвардійська армія (33-й гв. СК) -21.08.1944
- 60-а армія (15-й ск) 26.08.1944-30.11.1944
- 5-а гвардійська армія 04.01.1945
- 60-а армія з 22 02.1945-12.03.1945 в резерві
- 60-а армія

### Склад
- 36-й пластунський стрілецький полк
- 121-й Червонопрапорний пластунський полк
- 193-й пластунський стрілецький полк
- 1448-й самохідно-артилерійський полк
- 256-й артилерійський ордена Богдана Хмельницького полк
- 55-й окремий винищувально-протитанковий дивізіон
- 26-та окрема розвідувальна рота
- 140-й окремий саперний батальйон
- 232-й окремий батальйон зв'язку (1432-а окрема рота зв'язку)
- 123-й медико-санітарний батальйон
- 553-тя окрема рота хімічного захисту
- 161-ша автотранспортна рота
- 104-та польова хлібопекарня
- 156-й дивізійний ветеринарний лазарет
- 203-тя польова поштова станція
- 216-та польова каса Держбанку

Періоди перебування в діючій армії:
- 5 вересня 1943 року - 17 жовтня 1943 роки;
- 28 квітня 1944 року - 11 травня 1945 року.

## Наступники
Наступниками дивізії з передачею нагород і найменувань стали:
- З червня 1946 року по червень 1949 - 9-та окрема кадрова пластунська стрілецька Краснодарська, Червонопрапорна, орденів Кутузова та Червоної Зірки бригада імені Верховної Ради Грузинської РСР
- З 9 червня 1949 року по 1954 рік знову 9-та горнострілкова Краснодарська, Червонопрапорна, орденів Кутузова та Червоної Зірки дивізія з 17 січня 1950 року пункт дислокації Майкоп
- З 10 червня 1954 року - 9-та стрілецька Краснодарська, Червонопрапорна, орденів Кутузова та Червоної Зірки дивізія імені Верховної Ради Грузинської РСР
- З травня 1957 року 80-та мотострілецька Краснодарська, Червонопрапорна, орденів Кутузова та Червоної Зірки дивізія
- З грудня 1964 відновлений номер дивізії — 9-та мотострілецька Краснодарська Червонопрапорна орденів Кутузова та Червоної Зірки дивізія імені Верховної Ради Грузинської РСР
- З жовтня 1992 року через 9-й мсд сформована 131-тя окрема мотострілецька Краснодарська, Червонопрапорна, орденів Кутузова та Червоної Зірки, Кубанська козача бригада
- З 1 лютого 2009 року 7-ма Краснодарська Червонопрапорна орденів Кутузова та Червоної Зірки військова база з пунктом дислокації Гудаута, Абхазія

## Командири
Під час зародження дивізією командували
- Глаголєв Василь  03.09.1918 - 23.10.1918
- Молкочанов Михайло  23.10.1918 - 30.05.1919
- Орлов Михайло 30.05.1919 - 18.09.1919
- Козицький Олександр 03.10.1919 - 17.10.1919
- Солодухин Петро 17.10.1919 - 11.01.1920
- Куйбишев Микола 11.01.1920 - 18.06.1921
- Козицький Олександр 07.07.1921 - 13.10.1921

У міжвоєнний період дивізією командували
- Фесенко Дмитро  11.1930 - 07.1931

У період Другої світової війни дивізією командували:
- Маслов В., полковник, (1941 рік) [4]
- Дзабахідзе Валеріан, полковник (з 16.10.1941 по 15.03.1942)
- Євстигнєєв Михайло, полковник (з 16.03.1942 по 06.03.1943)
- Шаповалов Афанасій, полковник (з 07.03.1943 по 04.04.1943)
- Чорний Степан, підполковник (з 31.03.1943 полковник з 05.04.1943 по 01.07.1943)
- полковник, (з 14.10.1943 генерал-майор ) Метальников Петро - 05.09.1943 по 12.05.1945.

Начальники політвідділу дивізії
- 9.1943-1945 полковник Петрашін Іван

У післявоєнний період дивізією командували:
- полковник А. Шагін 06.1946-12.1951
- полковник Н. Горбунов 01.1951-08.1953
- полковник Т. Кушіма 08.1953- 09.1954
- полковник А. Маміконьян 09.1954-12.1954

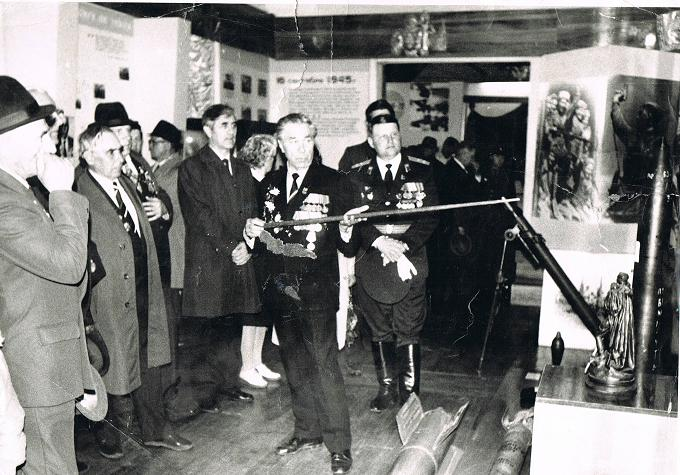
В музеї бойової слави 9-ї пластунської стрілецької дивізії пластун-артилерист капітан Тарасенко М. і комдив полковник Дорофєєв А. Майкоп1988.

## Нагороди та найменування
- в 1928 році — 1-й Кавказької стрілецької дивізії було присвоєно ім'я «ЦВК РСР Грузії» (в подальшому Верховної Ради Грузинської РСР);
- 29 лютого 1928 року — Почесний революційний Червоний Прапор - нагороджена в ознаменування 10-річчя РСЧА і за бойові заслуги на фронтах "Громадянської війни";
- 22 березня 1936 року — Орден Червоної Зірки - нагороджена за відміну в боях проти білогвардійських військ в період Громадянської війни, допомогу повстанцям грузинським трудящим в 1921 році і активну роботу по зміцненню Радянської влади в Грузії та Вірменії;
- 3 вересня 1943 року — почесне найменування «Краснодарська» — присвоєно наказом Верховного Головнокомандуючого від 3 вересня 1943 року за розгром німецько-фашистських загарбників на Кубані, звільнення Кубані і її крайового центру — міста Краснодара
- 26 квітня 1945 року — орденом Кутузова 2-го ступеня — нагороджена указом Президії Верховної Ради СРСР від 26 квітня 1945 року за зразкове виконання бойових завдань командування на фронті боротьби з німецькими загарбниками і проявлені при цьому доблесть і мужність.

## Найкращі воїни дивізії
- Гребенюк Федір, червоноармієць, стрілець 193-го пластунського стрілецького полку.
- Капітонов Михайло[5], розвідник 193-го пластунського полку, сержант. Учасник Параду Перемоги.
- Карабанов Степан[6], командир відділення 140-го окремого саперного батальйону
- Кіча Павло[7], помічник командира разведвзвода 193-го пластунського полку, старший сержант. Учасник Параду Перемоги.
- Шаров Василь[8], механік-водій САУ 1448-го самохідного артилерійського полку

Відомий люди дивізії:
- Герой Соціалістичної Праці. Панкратьєв Микола. Командир мінометної батареї 36-го пластунського полку.

## посилання
- довідник
- Про бойовий шлях
- довідник